# Satyrus gemina
Satyrus gemina är en fjärilsart som beskrevs av Andrej Nikolajewitsch Avinoff och Sweadner 1951. Satyrus gemina ingår i släktet Satyrus och familjen praktfjärilar. Inga underarter finns listade.